# Räddningen av Jessica McClure
Räddningen av Jessica McClure, ofta kallad "Baby Jessica", var en dramatisk incident som inträffade i Midland i Texas den 14 oktober 1987. Den 18 månader gamla Jessica föll ner i en smal brunn på familjens bakgård och blev fast på 6,7 meters djup i över 58 timmar. Händelsen bevakades intensivt av medierna och följdes av miljontals människor världen över.
Filmen Vem räddar Jessica? (1989) är baserad på händelsen.

## Händelseförlopp och efterdyningar
När Jessica föll i brunnen inleddes en massiv räddningsinsats. Räddningsarbetare arbetade dygnet runt med att gräva en parallell schakt och en horisontell tunnel för att nå henne. Arbetet försvårades av det hårda berget och risken för att brunnen skulle kollapsa. Till slut lyckades räddningsarbetarna lyfta upp Jessica ur brunnen vid liv, vilket ledde till glädjescener världen över.
Efter räddningen fick Jessica omfattande medicinsk vård för skador, inklusive förfrysningar och ett sår på foten som senare krävde amputation av en tå. Incidenten ledde till ökad uppmärksamhet kring säkerheten vid gamla brunnar och inspirerade nya föreskrifter för att förhindra liknande olyckor. Händelsen betraktas fortfarande som ett exempel på mänsklig uthållighet och samarbete i krissituationer.